# Lövhöjdvattnet
Lövhöjdvattnet är en sjö i Strömsunds kommun i Jämtland och ingår i Ångermanälvens huvudavrinningsområde. Sjön har en area på 0,254 kvadratkilometer och ligger 484,1 meter över havet.

## Delavrinningsområde
Lövhöjdvattnet ingår i det delavrinningsområde (712121-145706) som SMHI kallar för Utloppet av Lövhöjdvattnet. Medelhöjden är 498 meter över havet och ytan är 0,87 kvadratkilometer. Räknas de 2 avrinningsområdena uppströms in blir den ackumulerade arean 5,7 kvadratkilometer. Vattendraget som avvattnar avrinningsområdet har biflödesordning 5, vilket innebär att vattnet flödar genom totalt 5 vattendrag innan det når havet efter 273 kilometer. Avrinningsområdet består mestadels av skog (71 procent). Avrinningsområdet har 0,25 kvadratkilometer vattenytor vilket ger det en sjöprocent på 28,8 procent.